# ارتور كارنوزا
ارتور كارنوزا (بالأوكرانية: Карноза Артур Олександрович)‏ (2 أغسطس 1990 بدنيبرو في أوكرانيا - ) هو لاعب كرة قدم أوكراني في مركز الوسط. شارك مع منتخب أوكرانيا تحت 21 سنة لكرة القدم. أما مع النوادي، فقد لعب مع نادي دنيبرو دنيبروبتروفسك ونادي كارباتي لفيف وFC Sevastopol ‏ وFC Naftovyk Okhtyrka ‏.

## وصلات خارجية
- ارتور كارنوزا على موقع اتحاد أوكرانيا (الإنجليزية)
- ارتور كارنوزا على موقع قاعدة بيانات كرة القدم.إي يو (الإنجليزية)
- ارتور كارنوزا على موقع Soccerway.com (الإنجليزية)
- ارتور كارنوزا على موقع عالم كرة القدم.نت (الإنجليزية)